# Dial Records

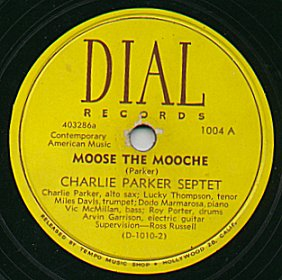
CD da Dial Records.

Dial Records foi um selo norte-americano especializado no jazz bebop. A Dial foi fundada por Ross Russell em 1946, que dirigiu o selo por uma década. Alguns notáveis artistas que gravaram para este selo incluem, Charlie Parker, Miles Davis, Max Roach e Milt Jackson. As gravações da Dial foram lançadas pela Tempo Music Shop de Hollywood, Califórnia.
Os selos da Dial Records diziam que eles eram a "música americana contemporânea", uma observação sarcástica ao tradicionalismo do selo American Music Records, que se especializava no New Orleans Jazz.